# مايكل بيترز
مايكل بيترز (بالإنجليزية: Michael Peters)‏ (و. 1948 – 1994 م) هو مصمم رقص، من الولايات المتحدة الأمريكية، ولد في بروكلين، توفي في لوس أنجلوس، عن عمر يناهز 46 عاماً.

## جوائز
حصل على جوائز منها:
- جائزة إيمي.

## وصلات خارجية
- مايكل بيترز على موقع IMDb (الإنجليزية)
- مايكل بيترز على موقع ميوزك برينز (الإنجليزية)
- مايكل بيترز على موقع أول موفي (الإنجليزية)
- مايكل بيترز على موقع قاعدة بيانات برودواي على الإنترنت (الإنجليزية)
- مايكل بيترز على موقع قاعدة بيانات الأفلام السويدية (السويدية)
- مايكل بيترز على موقع قاعدة بيانات الفيلم (الإنجليزية)
- مايكل بيترز على موقع كينوبويسك (الروسية)